# Alberto Hevia
Pour les articles homonymes, voir Hevia.
Alberto Hevia Muñiz, né le 14 juillet 1974, est un pilote de rallye espagnol.

## Biographie
Il débute en compétitions internationales en 2000, et reste encore en activité 13 années plus tard.
Alberto Iglesias Pin a été son copilote durant 10 ans, de 2002 à 2012.

## Palmarès (au 30/11/2013)

### Titres

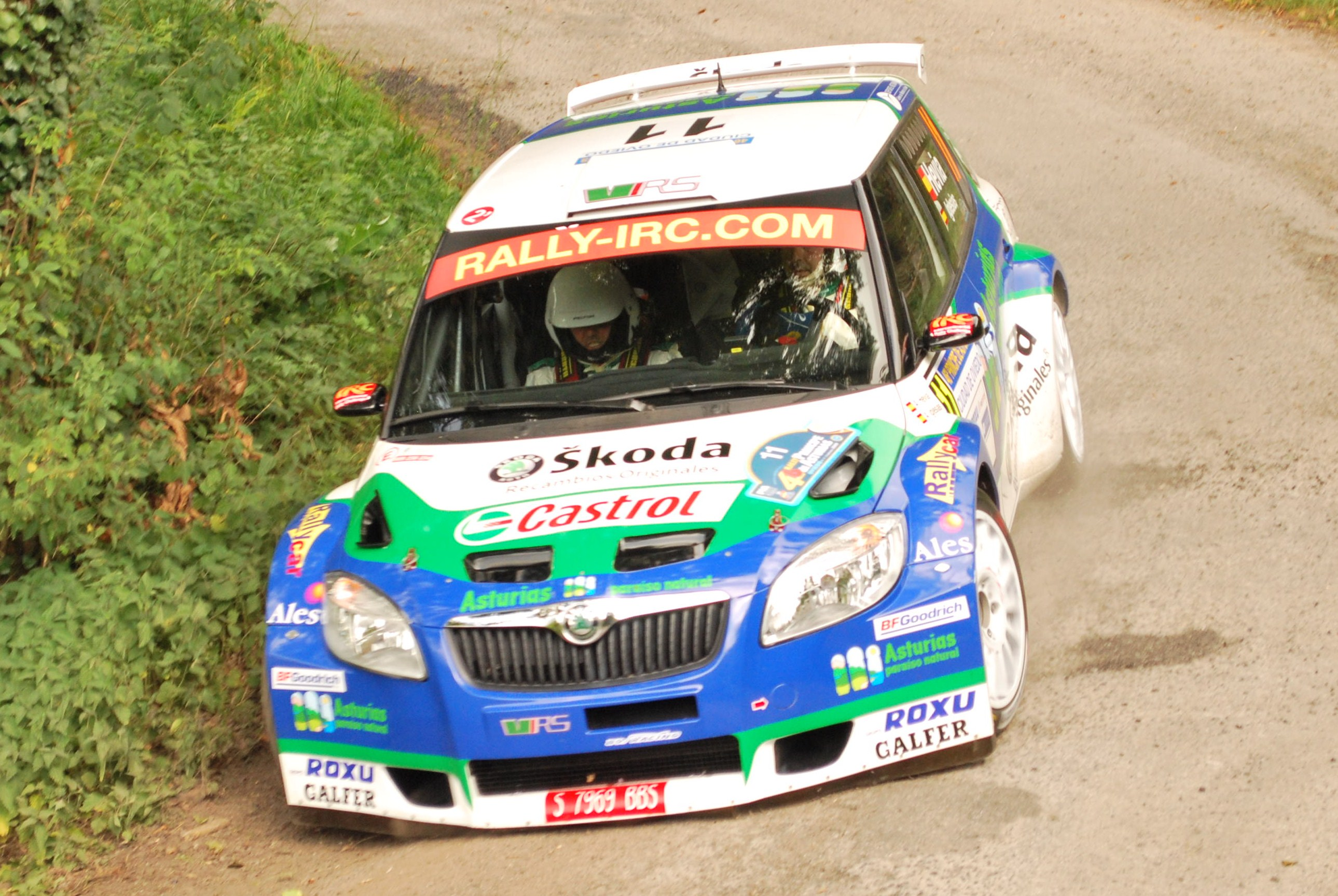
La Skoda Fabia S2000 de A.Hevia en 2009.

- Double Champion d'Espagne des rallyes: 2004 (copilote  Alberto Iglesias Pin, sur Renault Clio S1600), et 2010 (même copilote, sur Skoda Fabia S2000);
  - Vice-champion d'Espagne des rallyes en 2005 sur  Renault Clio S1600, et en 2007 sur Volkswagen Polo S2000;
  - Vice-champion d'Espagne des rallyes du Groupe N en 2007 sur VW Polo S2000, et en 2008 sur Mitsubishi Lancer Evo IX;
  - 3e de la coupe FIA de zone Ouest en 2004, sur Renault Clio S1600;
  - 3e du championnat d'Espagne des rallyes en 2012, sur Škoda Fabia S2000;

### Victoires en ERC
- Rallye des Asturies: 2004, 2010 et 2011;

### 21 victoires en championnat d'Espagne

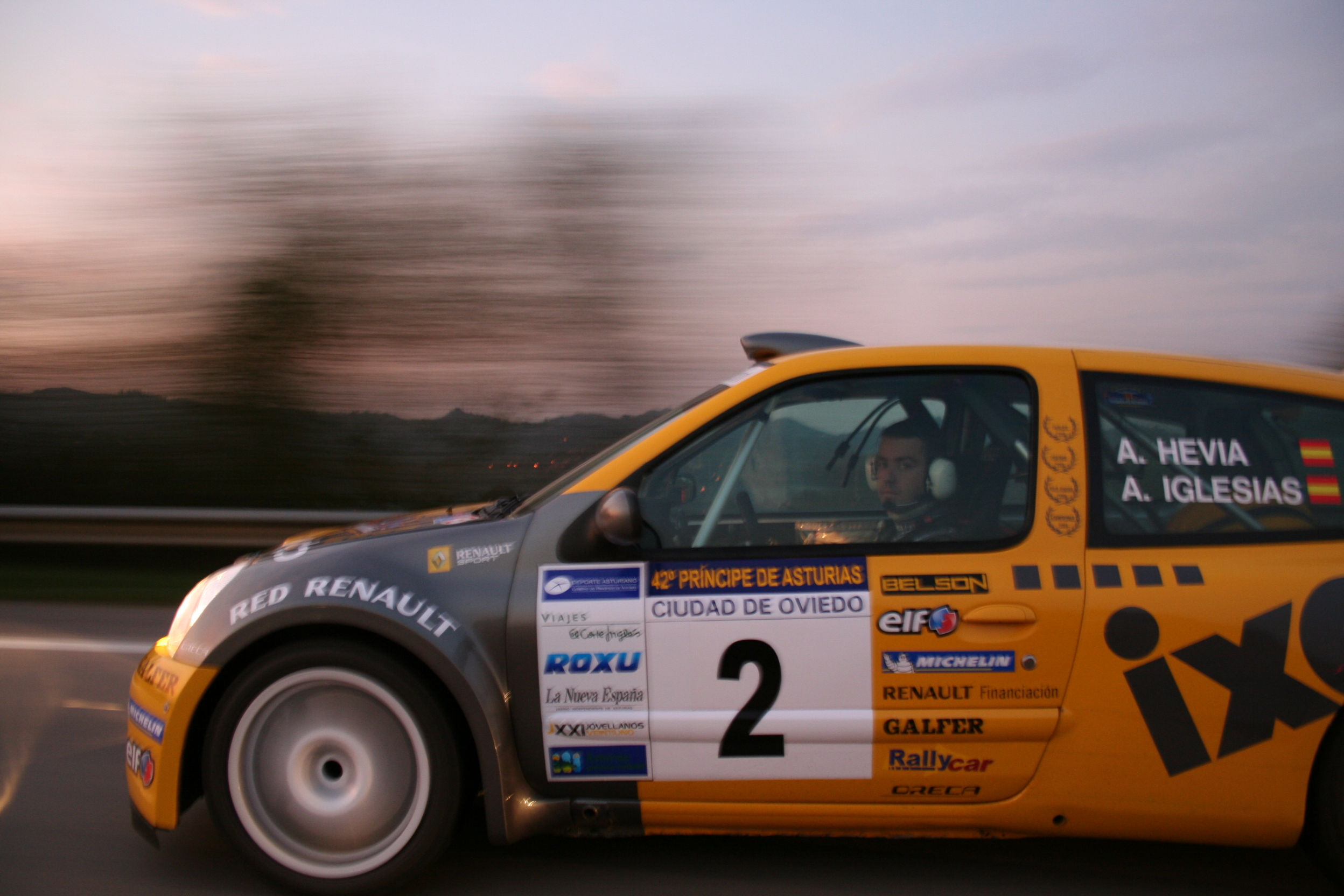
A.Hevia en 2005 aux Asturies.

- Rallye la Vila Joiosa: 2004 et 2005;
- Rallye de Ourense: 2004 et 2005;
- Rallye de Avilès: 2004 et 2005;
- Rallye des Asturies: 2004, 2010 et 2011;
- Rallye de Cantabrie: 2007 et 2012;
- Rallye Rías Baixas: 2007 et 2010;
- Rallye Villa de Llanes: 2007, 2009, 2010 et 2011;
- Rallye de Ferrol: 2009, 2010 et 2012;
- Rallye de Navelgas: 2011;
- Rallye des montagnes centrales: 2012.

### Autre victoire
- Rallye Villa de Tineo: 2012.